# Heteragrion luizfelipei
Heteragrion luizfelipei är en trollsländeart som beskrevs av Machado 2006. Heteragrion luizfelipei ingår i släktet Heteragrion och familjen Megapodagrionidae. Inga underarter finns listade i Catalogue of Life.